# Elīna Garanča
Elīna Garanča (* 16. září 1976 Riga) je lotyšská mezzosopranistka, která vystupuje na řadě významných scén jako jsou Metropolitní opera v New Yorku a Vídeňská státní opera.

## Soukromý život
Elīna Garanča pochází z hudebnické rodiny. Otec byl vedoucím pěveckého sboru. Matka Anita Garanča působila jako pěvkyně. Poté vyučovala zpěv na rižské konzervatoři a byla také pedagožkou na Lotyšské národní opeře v Rize.
Jejím manželem je gibraltarský dirigent Karel Mark Chichon OBE (* 1971 Londýn). Mají spolu dvě dcery, Catherine Louise (* 22. září 2011) a Christinu Sophie (* 10. ledna 2014). Chicon je v současnosti šéfdirigentem symfonického orchestru na ostrově Gran Canaria (Orquesta Filármonica de Gran Canaria).

## Pěvecká kariéra
Po studiu zpěvu na konzervatoři v rodné Rize v Lotyšsku začala její mezinárodní pěvecká kariéra v Bukurešti a Athénách. Průnik v kariéře se jí zdařil v roce 2003 na Salcburském festivalu v roli Annia v opeře Wolfganga Amadea Mozarta La clemenza di Tito pod řízením dirigenta Nicolase Harnoncourta.
Jednou z jejích stěžejních rolí v několika operních domech, zvláště ve Vídeňské státní opeře, se stalo ztvárnění postavy Giovanny Seymourové v Donizettiho opeře Anna Bolena po boku Anny Netrebko v hlavní roli Anny Boleynové (2011). Představení bylo také zfilmováno a nahrávka vydána ve formě DVD.
Koncem března 2018 vystoupila při koncertu v německém lázeňském městě Baden-Baden, konaném v rámci tamějšího Velikonočního festivalu. Přednesla Sedm písní od Albana Berga a tři písně z cyklu Šeherezáda od Maurice Ravela. Doprovázeli ji Berlínští filharmonikové pod řízením Simona Rattlea. Bylo to její první vystoupení s dirigentem Rattlem, manželem její pěvecké kolegyně Magdaleny Kožené.
Poprvé vystoupila v Praze v roce 2007, od té doby koncertovala několikrát v Praze a v roce 2013 v rámci Mezinárodního hudebního festivalu v Českém Krumlově.

## Diskografie
DVD: Gaetano Donizetti: Anna Bolena, Deutsche Gramophon, DDD 0440 073 4725 6 GH2. Zpívají: Anna Netrebko (Anna Boleynová), Ildebrando D'Arcangelo (Jindřich VIII.) a Elīna Garanča (Giovanna Seymour). Dirigent: Evelino Pidò, orchestr a sbor Vídeňské státní opery (2011).